# 毛叶垂头菊
毛叶垂头菊（学名：Cremanthodium puberulum）为菊科垂头菊属的植物，是中国的特有植物。分布于中国大陆的青海、西藏等地，生长于海拔4,400米至5,044米的地区，多生在高山流石滩、高山草地及山坡，目前尚未由人工引种栽培。